# Gorybia armata
Gorybia armata là một loài bọ cánh cứng trong họ Cerambycidae.